# Football Club København 2013-2014
Questa voce raccoglie le informazioni riguardanti il Football Club København nelle competizioni ufficiali della stagione 2013-2014.

## Rosa
| N. |                      | Ruolo | Calciatore         |
| -- | -------------------- | ----- | ------------------ |
| 1  | Danimarca (bandiera) | P     | Kim Christensen    |
| 2  | Danimarca (bandiera) | D     | Lars Jacobsen      |
| 3  | Svezia (bandiera)    | D     | Pierre Bengtsson   |
| 4  | Danimarca (bandiera) | D     | Kris Stadsgaard    |
| 5  | Svezia (bandiera)    | D     | Olof Mellberg      |
| 6  | Brasile (bandiera)   | C     | Claudemir          |
| 7  | Norvegia (bandiera)  | A     | Mustafa Abdellaoue |
| 8  | Danimarca (bandiera) | C     | Thomas Delaney     |
| 9  | Belgio (bandiera)    | A     | Igor Vetokele      |
| 11 | Brasile (bandiera)   | A     | César Santin       |
| 11 | Danimarca (bandiera) | A     | Andreas Cornelius  |
| 12 | Nigeria (bandiera)   | C     | Fanendo Adi        |
| 13 | Senegal (bandiera)   | A     | Pape Paté Diouf    |
| 15 | Austria (bandiera)   | D     | Georg Margreitter  |
| 15 | Danimarca (bandiera) | D     | Michael Jakobsen   |

| N. |                       | Ruolo | Calciatore         |
| -- | --------------------- | ----- | ------------------ |
| 16 | Danimarca (bandiera)  | C     | Thomas Kristensen  |
| 17 | Islanda (bandiera)    | C     | Ragnar Sigurðsson  |
| 18 | Danimarca (bandiera)  | A     | Nicolai Jørgensen  |
| 19 | Islanda (bandiera)    | C     | Rúrik Gíslason     |
| 21 | Svezia (bandiera)     | P     | Johan Wiland       |
| 22 | Norvegia (bandiera)   | C     | Daniel Braaten     |
| 23 | Germania (bandiera)   | A     | Marvin Pourié      |
| 24 | Danimarca (bandiera)  | C     | Youssef Toutouh    |
| 25 | Danimarca (bandiera)  | D     | Christoffer Remmer |
| 30 | Costa Rica (bandiera) | C     | Cristian Bolaños   |
| 31 | Danimarca (bandiera)  | P     | Jakob Busk         |
| 32 | Danimarca (bandiera)  | A     | Danny Amankwaa     |
| 33 | Danimarca (bandiera)  | C     | Yones Felfel       |
| 34 | Danimarca (bandiera)  | C     | Mads Aaquist       |